# The Run
The Run ist eines von etwa 30 kleinen Fließgewässern (englisch streams), die die Insel St. Helena im Südatlantik entwässern.

## Verlauf
Der Fluss, der später den The Run bildet, entspringt als Frances Plain Gut am Diana’s Peak im Inland der Insel, fließt über die Francis Plain und den Heart Shaped Waterfall gen Westen durch Jamestown, wo er in den Atlantik mündet. Am oberen Teil von Jamestown wird dieser durch ein Rückhaltebecken gestaut und heißt dann in seinem weiteren Verlauf als Entwässerungsgraben in der Stadt The Run. In Teilen ist dieser abgedeckt und wird von zahlreichen Fußgängerüberwegen und einer Brücke überspannt.

## Geschichte
Ursprünglich wurde das Tal durch einen Y-förmigen Fluss durchzogen, der an der Ost- und Westseite des Tals in den Atlantik floss. Bereits um 1718 soll die Ostseite zur Bewässerung von Gärten aufgestaut worden sein. Karten aus dem Jahr 1781 zeigen bereits nur noch einen einarmigen Fluss an der Westseite des Tals. Durch die Nutzung des Flusses für Bewässerung und die örtliche Feuerwehr, soll der Wasserstand stark schwankend gewesen sein. Bis in die 1850er Jahre wurde The Run im Stadtgebiet von Jamestown komplett durch örtlich gefundene Felsen befestigt.
Vorschläge The Run komplett zu überdeckeln wurden vor allem aufgrund der steigenden Flutgefahr immer wieder abgelehnt. 1873 und 1878, dann sogar mit zwei Todesopfern, sowie 1932 gab es große Überschwemmungen durch den Fluss. 2002 trat The Run erneut über die Ufer und sorgte für Sachschäden. 2018 wurde das Ufergebiet erneut wegen der Flutgefahr gesperrt.

## Besonderheiten
In seinem Unterlauf ist The Run ein beliebtes Wandergebiet. Einmal pro Tag wird The Run durch Öffnung der Schleusen am Rückhaltebecken geflutet, um vor allem Insekten keinen Brutplatz zu bieten.